# Olga Wiktorowna Anissimowa
Olga Wiktorowna Anissimowa (russisch Ольга Викторовна Анисимова, wiss. Transliteration Ol'ga Viktorovna Anisimova; * 29. Januar 1972 in Balakowo in der Oblast Saratow, damals Sowjetunion) ist eine ehemalige russische Biathletin, die bisweilen auch in Crosslauf beim Sommerbiathlon antrat.

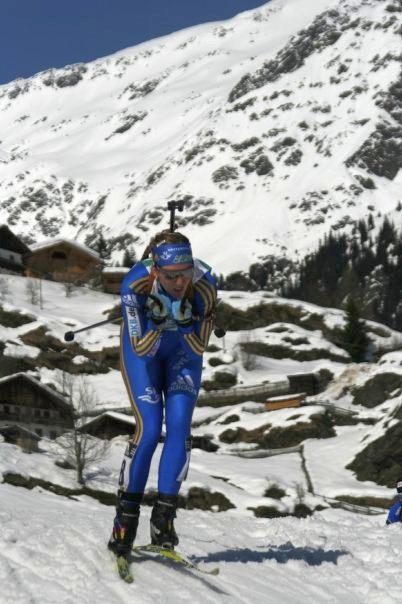
Olga Anissimowa 2009

Olga Anissimowa lebte zunächst in der Nähe von Saratow, bevor sie 1987 für ihre Ausbildung an der Schule der olympischen Reserve Leningrad, LUOR (Ленинградского училища олимпийского резерва, ЛУОР) nach Leningrad umzog und mit dem Biathlonsport begann, ihre erste Trainerin war Ljubow Sacharowa. Erste Erfolge stellten sich 1988 ein, als sie bei den Jugendweltmeisterschaften je zwei Gold- und Silbermedaillen gewann. 1989, 1990 und 1991 wurde sie für die UdSSR startend jeweils Juniorenweltmeisterin. Danach legte sie bis nach der Geburt ihres Sohnes im Januar 1993 eine Wettkampfpause ein, debütierte aber im Biathlon-Weltcup noch am Ende des Jahres 1993 im österreichischen Bad Gastein in einem Einzelrennen, wo sie 83. wurde. 1995 lief sie in Östersund erstmals unter die Top Ten als Zehnte im Einzel, weitere Erfolge blieben jedoch aus. Wegen mangelnder sportlicher Perspektiven und aus wirtschaftlichen Gründen zog sie 2000 nach Chanty-Mansijsk, seither startete sie für den dortigen Armeeklub. Trainiert wurde die Sportsoldatin dort von Waleri Sacharow. Bis auf einen Staffeleinsatz 2002 wurde sie zwischen 1995 und 2006 nicht mehr im Weltcup eingesetzt. Über Europa-Cup-Rennen fand sie wieder den Anschluss an die russische Spitze und gehörte seit 2006 wieder zur ersten russischen Mannschaft. Die Gesamtwertung des Europa-Cups gewann sie in der Saison 2005/06, im Vorjahr hatte sie den zweiten Platz belegt. Bei den Europameisterschaften in Minsk 2004 siegte sie mit der Staffel, zwei Jahre später in Langdorf wurde sie Vizeeuropameisterin in Sprint und Verfolgung. Mit der russischen Staffel feierte sie in der Saison 2006/07 in Hochfilzen und Ruhpolding zwei Weltcupsiege. Am Ende der Saison wurde Anissimowa 21. der Weltcup-Gesamtwertung, in der Folgesaison erreichte sie Platz 29. Im Januar 2008 in Oberhof gelang ihr mit einem zweiten Rang im Massenstart hinter Magdalena Neuner als 35-Jährige ihr bestes Einzelergebnis.
Bei Weltmeisterschaften wurde Anissimowa nur zwei Mal eingesetzt, erstmals 2006 in der Staffel bei der Mixed-Weltmeisterschaft in Pokljuka, wo ihre Staffel Russland I wegen der schlechten Schießleistungen der beiden männlichen Staffelteilnehmer Iwan Tscheresow und Maxim Tschudow nur auf Rang sechzehn kam. 2007 startete die Russin im Einzel und wurde 43. sowie Siebte im Staffelrennen.
Seit 2002 studierte Anissimowa vollzeit an der Staatlichen Universität Jugra (Югорский государственный университет) in Chanty-Mansijsk am Institut für Wirtschaft und wollte ihre Karriere nach dem Abschluss 2007 beenden. Durch ihre überraschenden Erfolge blieb sie jedoch weiter im Biathlonsport aktiv und blieb bis zur Saison 2009/10 im russischen Weltcupkader, bevor sie im Jahre 2011 ihre Aktivenkarriere beendete.

## Biathlon-Weltcup-Platzierungen
Die Tabelle zeigt alle Platzierungen (je nach Austragungsjahr einschließlich Olympische Spiele und Weltmeisterschaften).
- 1.–3. Platz: Anzahl der Podiumsplatzierungen
- Top 10: Anzahl der Platzierungen unter den ersten zehn (einschließlich Podium)
- Punkteränge: Anzahl der Platzierungen innerhalb der Punkteränge (einschließlich Podium und Top 10)
- Starts: Anzahl gelaufener Rennen in der jeweiligen Disziplin

| Platzierung                      | Einzel | Sprint | Verfolgung | Massenstart | Staffel | Gesamt |
| -------------------------------- | ------ | ------ | ---------- | ----------- | ------- | ------ |
| 1. Platz                         |        |        |            |             | 2       | 2      |
| 2. Platz                         |        |        |            | 1           | 1       | 2      |
| 3. Platz                         |        |        |            |             | 1       | 1      |
| Top 10                           | 1      | 4      | 2          | 2           | 7       | 16     |
| Punkteränge                      | 3      | 13     | 13         | 7           | 8       | 44     |
| Starts                           | 11     | 29     | 17         | 7           | 8       | 72     |
| Stand: nach der Saison 2009/2010 |        |        |            |             |         |        |